# Голосовая переписка королевы Виктории и императора Менелика II
В 1898 году королева Великобритании Виктория отправила императору Эфиопии Менелику II короткое голосовое сообщение, записанное на фонографе и содержавшее общие вежливые слова. В ответ в 1899 году император и его супруга, императрица Таиту, прислали ей ответные голосовые сообщения, которые помимо общих вежливых слов также касались вопроса принадлежности спорного города Метемма. Голосовое сообщение королевы Виктории не сохранилось, а сообщения императора и его супруги дошли до наших дней.

## Сообщение королевы Виктории
В 1898 году королева Виктория послала аудиозапись своего голоса вместе с фонографическим аппаратом императору Менелику. Сообщение было записано 8 августа 1898 года в Осборн-хаусе и гласило:

Я, Виктория, королева Англии, надеюсь, что Ваше Величество находится в добром здравии. Я благодарю Вас за любезный прием, который Вы оказали моим посланникам, г-ну Родду и г-ну Харрингтону. Я желаю Вашему Величеству и императрице Таиту всяческого процветания и успеха и надеюсь, что дружба между нашими двумя империями будет постоянно возрастать.
Оригинальный текст (англ.)I, Victoria, Queen of England, hope your Majesty is in good health. I thank you for the kind reception which you have given to my Envoys, Mr. Rodd and Mr. Harrington. I wish your Majesty and the Empress Taitou all prosperity and success, and I hope that the friendship between our two Empires will constantly increase.

Аудиозапись привёз Джон Лейн Харрингтон (англ. John Lane Harrington), британский агент в Аддис-Абебе. Он проиграл аудиозапись несколько раз, после чего в соответствии с указанием королевы уничтожил её. По словам Харрингтона, император и его супруга, императрица Таиту, были очень впечатлены голосовым сообщением, и после церемонии прошёл артиллерийский салют. По пути из Англии у фонографа была сломана записывающая игла, из-за чего записать обратное сообщение сразу не было возможным.

## Ответные сообщения
Спустя некоторое время к императору Менелику прибыл новый фонограф, с помощью которого он и его супруга записали ответные голосовые сообщения на амхарском языке. В своём сообщении император, помимо общих вежливых слов, касается вопроса принадлежности города Метемма, расположенного на границе Эфиопии и Судана и бывшего в тот момент спорным. Королева Виктория прослушала послание 18 августа 1899 года, прочла перевод и заметила, что «это было очень любопытно».
Аудиозаписи ответных сообщений сохранились в Королевской библиотеке в Виндзорском замке, но имеют очень плохое качество. Оригинальный текст не сохранился, а на аудиозаписи разборчивы не все фрагменты, поэтому текст ответных сообщений был восстановлен и является предположительным. В переводах на русский и английский языки он звучит так:

Я, Менелик II, царь царей Эфиопии, говорю нашему высокочтимому другу Виктории, королеве великого английского народа: «Пусть Спаситель мира даст вам здоровье!».
Когда очень красивая и превосходная фонографическая (запись) Королевы попала ко мне в руки от г-на Харрингтона и когда я услышал
голос Вашего Величества (как будто) Вы рядом со мной, я слушал с большим удовольствием.
Да возблагодарит Вас Бог за Ваши добрые пожелания нам и моему королевству. Пусть Бог даст Вам долгую жизнь и здоровье, а Вашему народу — мир и покой.
Я беседовал с г-ном Харрингтоном по всем вопросам, касающимся отношений между нашими народами. Когда он сказал мне, что возвращается в Англию, я ответил ему, что буду рад, если он уладит все наши дела до возвращения. И пусть королева примет его хорошо.
Кроме того, мы рассказали г-ну Харрингтону о Матамме, о том, как наш великий король и многие наши соотечественники погибли там за свое религиозное рвение. Я надеюсь, что Вы поможете нам добиться того, чтобы английское правительство признало этот город за нами.
Да поможет нам Бог, чтобы Эфиопия и Англия оставались в мире и дружбе. Сказав это, я передаю привет и уважение Вашему великому народу.
Оригинальный текст (англ.)I, Menelik II, king of kings of Ethiopia, say to our very honoured friend Victoria, Queen of the great English people, 'May the Saviour of the World give you health!'.

When the very beautiful and excellent phonograph (recording) of the Queen reached me by the hands of Monsieur Harrington and when I heard
the voice of Your Majesty (as if) you were beside me, I listened with great pleasure.
May God thank you for your good wishes for us and for my kingdom. May God give you long life and health and give your people peace and repose.
I have spoken with M. Harrington concerning all issues between both our peoples. When he told me that he was now returning to England, I said to him that I would be pleased if he could settle all our affairs before coming back. And now, may the Queen receive him well.
Furthermore, we have told M. Harrington about Matamma, how our great king and many of our compatriots died there for their religious zeal. I have hopes that you will help us in having the English government recognize this city for us.

May God help us that Ethiopia and England may remain in peace and friendship. Having said this, I extend my greetings of respect to your great people.

Я, Итеге Таиту, Свет Эфиопии, говорю высокочтимой королеве Виктории, великой английской королеве. Пусть Бог даст Вам здоровье. Ваш фонограф дошел до меня. С большим удовольствием я слушала Вас, (как будто) Вы были рядом со мной. И теперь, поскольку Богу было угодно, чтобы мой голос дошел до слуха почтенной королевы, я заявляю, пусть Бог дарует Вам здоровье и долгую жизнь. Да хранит Вас Бог многие годы в добром здравии.
Оригинальный текст (англ.)I, Itege Taitu, Light of Ethiopia, say to the very honoured Queen Victoria, the great Queen of the English. May God give you health. Your phonograph has reached me. With great pleasure I listened to you (as if) you were beside me. And now, since God has willed to bring my voice to the ear of the honoured Queen, I declare that God give you health and long life. May God keep you many years in good health.